# Camila Pitanga
Camila Manhães Sampaio (sinh ngày 14 tháng 6 năm 1977), được biết đến nhiều hơn là Camila Pitanga, là một nữ diễn viên người Brazil và là một cựu người mẫu. Cô nổi tiếng thế giới với vai diễn trong các bộ phim và telenovelas. Trong phim, cô được biết đến với vai diễn trong Quilombo, Caramuru: A Invenção do Brasil, Redentor, Eu Receberia trong vai Piores Notícias dos Seus Lindos Lábios, Uma História de Amor e Fúria. Trên truyền hình, cô được biết đến với vai diễn của mình trong Paraíso Tropical, Cama de Gato, Lado a Lado, Babilônia và Velho Chico.

## Sự nghiệp
Camila Pitanga đóng vai chính trong bộ phim I'd Receive the Worst News from Your Beautiful Lips.
Camila đóng vai chính trong telenovelas Cama de Gato, Lado a Lado, Babilônia và Velho Chico và là nhân vật phản diện trong Porto dos Milagres và Paraíso Tropical.

## Đời tư

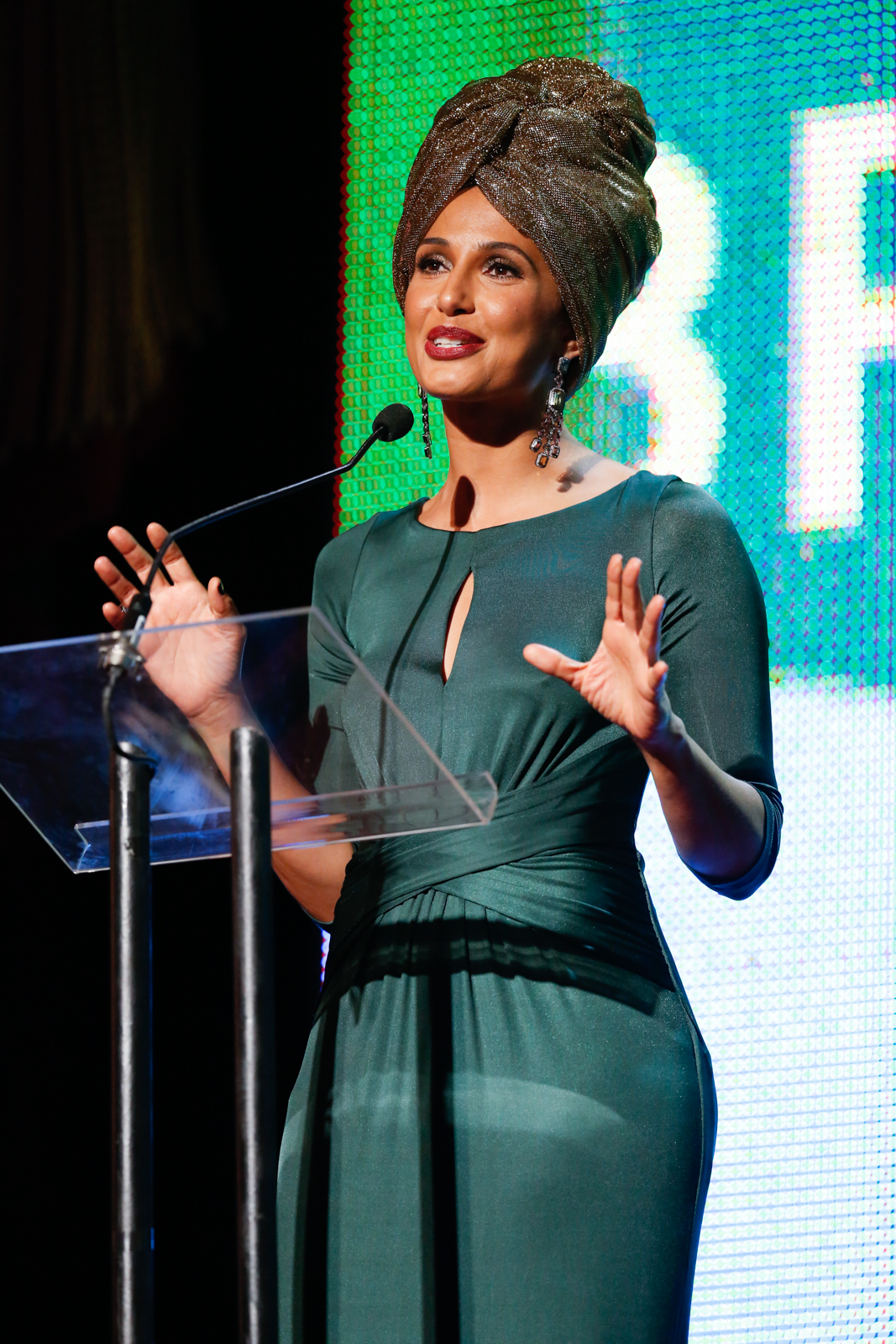
Pitanga năm 2014

Pitanga sinh ra ở Rio de Janeiro, Brazil. Cô là con gái của các diễn viên Vera Manhães và Antônio Pitanga và là con gái riêng của Benedita da Silva. Cô là em gái của Rocco Pitanga, cũng là một diễn viên. Cô là người gốc châu Phi bên phía cha và mẹ.
Camila học tại trường cao đẳng Pentagono và cô là người đứng đầu trong phong trào nhân quyền.
Năm 2001, cô kết hôn với đạo diễn nghệ thuật Claudio Amaral Peixoto. Vào ngày 19 tháng 5 năm 2008, cô đã sinh con gái đầu tiên của cô là Antonia. Tên của cô gái là một món quà cho cha cô. Năm 2011, hai vợ chồng chia tay nhau.